# Tavern on the Green
Tavern on the Green è un celebre ristorante statunitense che si trova a Central Park a Manhattan, New York, vicino all'incrocio tra Central Park West a ovest della 66ª strada sulla Upper West Side. Ha operato originariamente dal 1934 al 2009 sotto diversi proprietari. Dal 2010 fino al 2012 l'edificio è stato utilizzato come centro visitatori e negozio di souvenir dal Department of Parks and Recreation di New York. Dopo aver subito una ristrutturazione costata svariati milioni di dollari, Tavern on the Green ha riaperto come ristorante il 24 aprile 2014.
Il ristorante nel 2007 ha registrato un fatturato lordo di 38 milioni di dollari con più di 500.000 visitatori, ciò lo rende il secondo maggior incasso per un ristorante indipendente negli Stati Uniti (secondo solo al TAO del The Venetian di Las Vegas).

## Storia
L'edificio che ospita il ristorante era in origine l'ovile che ospitava le pecore che pascolavano Sheep Meadow una riserva di Central Park di 15 ettari (61.000m²) che ha una lunga storia come luogo di ritrovo per grandi manifestazioni. L'edificio fu costruito su progetto di Calvert Vaux nel 1870. È diventato un ristorante solo nel 1934 come parte di un rinnovamento totale del parco sotto la guida di Robert Moses, l'allora commissario dei parchi di New York City.

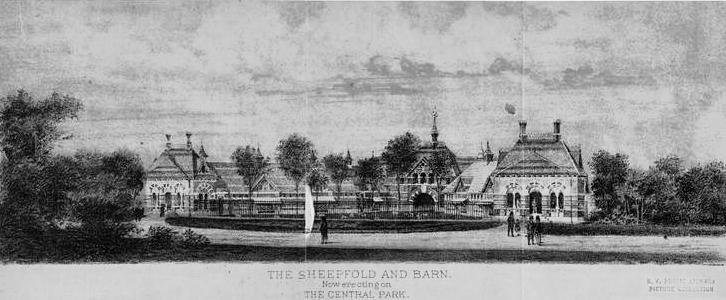
Un disegno del 1899 della struttura del Tavern quando ospitava ancora l'ovile e il fienile per le pecore.

Il ristorante è stato frequentato da attori di primo piano, musicisti, politici e scrittori. Clienti regolari hanno incluso l'ex sindaco di New York Fiorello La Guardia, le attrici Grace Kelly e Fay Wray e molti altri. Ha ospitato i ricevimenti di nozze di diversi americani di primo piano, tra cui l'autore premio Pulitzer Robert Olen Butler e il regista Walter Hill. John Lennon è stato vicino di casa di Warner LeRoy (che comprò il ristorante nel 1974) e suo figlio, Sean Lennon, era un compagno di giochi del figlio di LeRoy, Max LeRoy. Come risultato, John e Sean hanno celebrato numerosi compleanni al Tavern on the Green durante la fine degli anni settanta.
Il Tavern è vicino al traguardo della Maratona di New York. Il Barilla Marathon Eve Dinner, un "pasta party" pre-gara per 10.000 persone, ha avuto luogo presso il Tavern alla vigilia della maratona nel 2005.

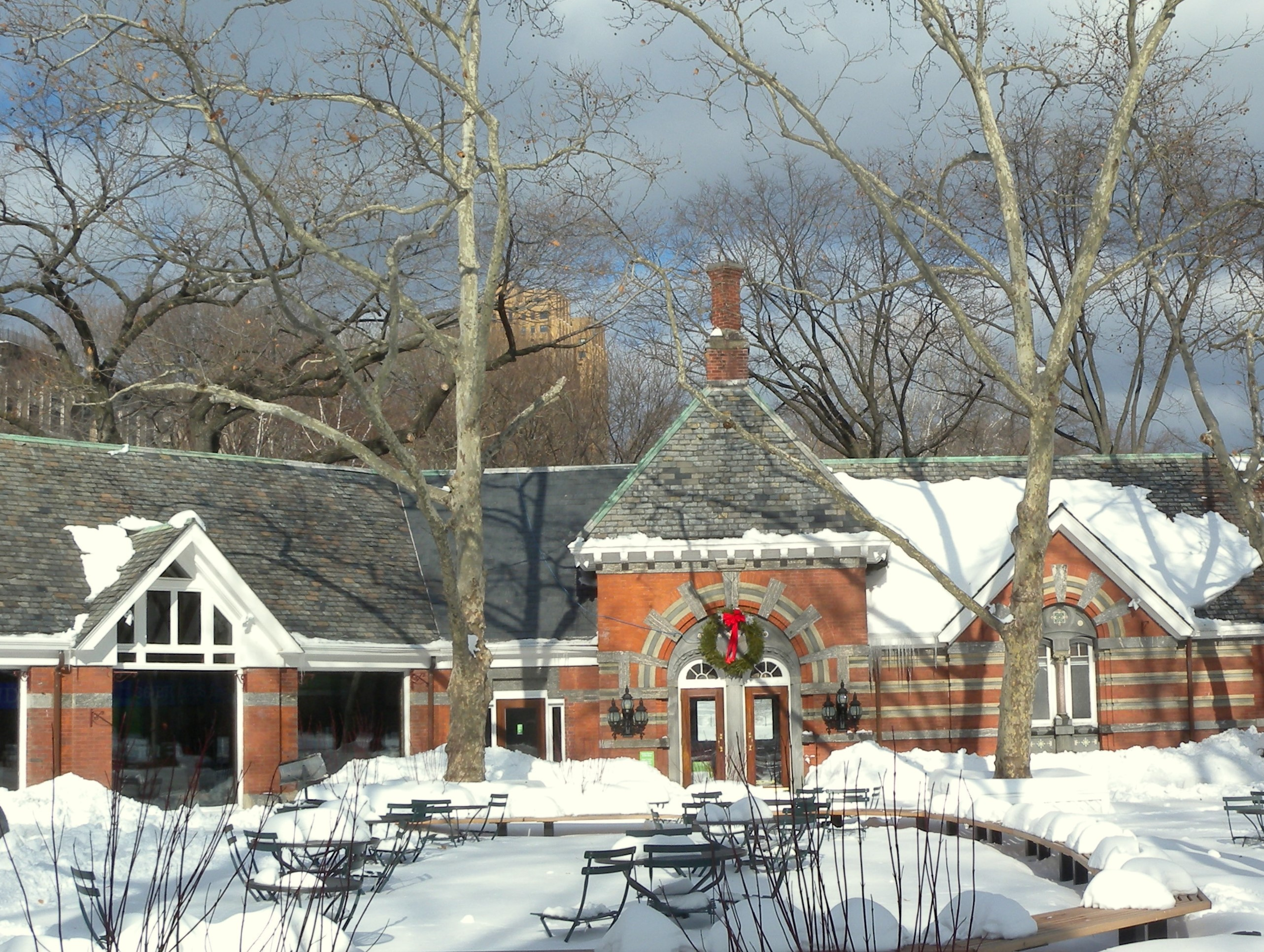
Il cortile del Tavern on the Green dopo una nevicata nel 2010

## Nella cultura di massa
- Nel film Ghostbusters del 1984, il personaggio Louis Tully (l'attore Rick Moranis) cerca di fuggire a Central Park inseguito da un fantasma e il ristorante in cui cerca, inutilmente, di rifugiarsi è proprio il Tavern On The Green. I clienti e il personale del locale lo fissano fino a quando non è sopraffatto dal cane infernale che loro non riescono a vedere, poi vanno avanti a mangiare come se niente fosse.
- Il ristorante fa la sua apparizione in Wall Street del 1987 dopo che Bud Fox (Charlie Sheen) ha un incontro privato con Gordon Gekko (Michael Douglas) a Central Park.
- Il Tavern ha una parte di rilievo nel film del 2011 I pinguini di Mr. Popper, dove è stato ricreato il ristorante (allora defunto) come nel suo periodo di massimo splendore. Jim Carrey interpreta un professionista immobiliare che tenta di acquistare il ristorante dalla sua proprietaria, interpretata da Angela Lansbury, su conto di alcuni tizi che vogliono distruggerlo. Il film fa riferimenti ai tentativi successivi di Donald Trump di acquistare il ristorante per riaprirlo, e l'importanza del ristorante nella cultura di New York City.
- Il Tavern è parodiato in due episodi di Futurama, Fry il ritardatario e Una Leela tutta speciale, in entrambi caratterizzato come Cavern on the Green (stesso nome con cui veniva parodiato nel lungometraggio I Flintstones del 1994).
- In un episodio del 1997 di Seinfeld, il Tavern è raffigurato come sede per un ballo.
- Il Tavern è parodiato nel videogame del 2014, I Simpson: Springfield come Tavern on the Scream e si trova a Krustyland.